# ボート (ライフゲーム)
ライフゲームにおけるボート (boat) とは、1970年に発見された、5ピクセルの固定物体である。

## 構造
ボートは、上のような構造である。左上の2ピクセルと右下のピクセルは2セルに隣接している。また、他のピクセルは3セルに隣接している。そのため、死滅するセルはない。また、外部のセルは最大で2セルにしか隣接しない。また、内部のセルは5セルに隣接している。そのため、新しいセルも発生しない。

## 生成
上の図から1世代で生成する。

## グライダーとの衝突
グライダーと衝突する例を2つ挙げる。
これはブリンカーになる。
これは消滅する。